# Deder (distrikt)
Deder är ett distrikt i Etiopien. Det ligger i den centrala delen av landet, 280 km öster om huvudstaden Addis Abeba.